# Lily Granado
Liliane Granado (Chambéry, 28 de agosto de 1922-Roma, 12 de diciembre de 1960), conocida como Lily Granado (a veces acreditada como Lilli Granado o Lilly Granado), fue una actriz francesa activa en las décadas de 1940 y 1950 en el cine italiano.
Durante el mismo período también fue actriz de teatro de revista, trabajando en la compañía de Erminio Macario.
Falleció prematuramente en Roma el 12 de diciembre de 1960, por causas no reveladas.

## Filmografía
- Il vagabondo (1941)
- O sole mio (1946)
- Los esperamos en la galería (1953)
- Amori di mezzo secolo, episodio Girandola 1910 (1954)
- Gli amori di Manon Lescaut (1954)
- Gran varietà (1955)
- Le signorine dello 04 (1955)
- Peccato di castità (1956)
- Hércules (1958)
- La dolce vita (1960)
- Gastone (1960)